# 王贵 (南宋)
王贵（？—1153年），相州汤阴（今河南省安阳市汤阴县）人，南宋名将岳飞麾下中军统制、提举一行事务，官至侍卫亲军步军副都指挥使、武安军承宣使、福建路马步军副都总管，追赠宁国军节度使。

## 从微相随

### 救援楚州
宋高宗建炎（1127年-1130年）年间，王贵已经在岳飞麾下效命。建炎四年（1130年）七月，朝廷命武功大夫、昌州防御使岳飞为通泰镇抚使、兼知泰州。金国元帅左监军完颜昌围困楚州，因军情紧急，岳飞于八月轻骑先行赴任，命身为统制的王贵指挥主力自江阴军渡江。不久，楚州失守，岳飞撤回泰州。十一月，完颜昌进攻泰州，岳飞率部渡江南撤。

### 击败曹成
绍兴二年（1132年）正月，武功大夫、荣州团练使、知郢州曹成拥兵十万，意图席卷东南，朝廷命亲卫大夫、建州观察使、神武副军都统制岳飞权知潭州、权荆湖东路安抚使、马步军都总管，对曹成剿抚并用。闰四月，曹成战败，逃往连州，岳飞遣前军统制张宪追击，将曹成逐出广南东路；又遣中军统制王贵继续追击，将曹成逐出荆湖南路。

### 平定吉虔
绍兴三年（1133年）二月，朝廷命中卫大夫、武安军承宣使、神武副军都统制岳飞平定盘踞吉州的彭友、李满等人和盘踞虔州的陈颙、罗闲十等人。四月，岳飞所部行至吉州，分遣武显大夫、阁门宣赞舍人、中军统制王贵和武功郎、阁门宣赞舍人、前军统制张宪进兵，生擒彭友、李满等人。岳飞乘胜进攻虔州，分兵攻打叛军的几百座山寨，各处山寨纷纷陷落。九月，岳飞上札要求为立功的王贵升转三官，其中一官授遥郡刺史，一官按规定授予其亲属。

### 收复襄汉
绍兴四年（1134年）三月，朝廷以镇南军承宣使、神武后军统制、江南西路舒蕲州制置使岳飞兼荆湖南路鄂岳州制置使，出兵收复京西路的襄阳府、唐、邓、随、郢州和信阳军。五月，又兼黄、复州、汉阳军、德安府制置使。临行前，宋高宗特赐王贵、张宪、徐庆捻金线战袍各一领、金束带各一条。七月，岳飞派王贵、张宪进攻邓州，大败城外列阵的数万金、齐联军，又乘胜攻克邓州。
绍兴六年（1135年）五月，自拱卫大夫、和州防御使，升转棣州防御使（从五品，正任武阶六阶第四阶）、龙神卫四厢都指挥使（从五品，禁军军职，为加官）。
绍兴十一年（1141年），朝廷解除少保、武胜定国军节度使、充湖北京西路宣抚使、兼河南北诸路招讨使、兼营田大使、武昌郡开国公岳飞的兵权，其军番号由行营后护军改名鄂州驻扎御前诸军，暂由武安军承宣使（正四品，正任武阶六阶第二阶）、御前中军统制（军职）、权都统制（军职）王贵节制。
绍兴十二年（1142年），宋高宗赐死军法少保、充万寿观使岳飞。龙神卫四厢都指挥使、阆州观察使、鄂州驻扎御前军统制、权副都统制张宪，左武大夫、忠州防御使、提举醴泉观岳云遇害后，升转侍卫亲军步军司副都指挥使（正五品，班在正任防御使之上）、添差福建路马步军副总管（军职），离军赋闲。
绍兴十五年（1145年），去“添差”二字，为侍卫亲军步军司副都指挥使、福建路马步军副总管。二十三年（1153年）八月，王贵病死，二十八年（1158年）八月追赠宁国军节度使。